# Quicker'n Lightnin'
Quicker'n Lightnin' è un film muto del 1925 diretto da Richard Thorpe.

## Produzione
Il film fu prodotto dall'Action Pictures, una compagnia che, dal 1924 al 1928, produsse 65 film.

## Distribuzione
Distribuito dalla Weiss Brothers Artclass Pictures, il film uscì nelle sale cinematografiche USA il 21 agosto 1925.

### Date di uscita
- USA  21 agosto 1925

Alias
- Quicker'n Lightning  USA (titolo alternativo)